# Llano de Aguacate
Llano de Aguacate är en ort i Mexiko.   Den ligger i kommunen Santiago Juxtlahuaca och delstaten Oaxaca, i den sydöstra delen av landet, 290 km söder om huvudstaden Mexico City. Llano de Aguacate ligger 795 meter över havet och antalet invånare är 179.
Terrängen runt Llano de Aguacate är varierad. Runt Llano de Aguacate är det ganska glesbefolkat, med 32 invånare per kvadratkilometer. Närmaste större samhälle är Putla Villa de Guerrero, 3,6 km sydväst om Llano de Aguacate. I omgivningarna runt Llano de Aguacate växer huvudsakligen savannskog.